# Petit dodécaèdre étoilé
Ne pas confondre avec les autres dodécaèdres.
En géométrie, le petit dodécaèdre étoilé est un solide de Kepler-Poinsot. C'est un des quatre polyèdres réguliers non convexes. Il est composé de 12 faces pentagrammiques, avec cinq pentagrammes se rencontrant à chaque sommet.
Les 12 sommets coïncident avec ceux d'un icosaèdre. Les 30 arêtes sont obtenues en reliant chacun des 12 sommets aux 5 sommets les plus éloignés de lui, autres que le sommet diamétralement opposé. Elles sont partagées par le grand icosaèdre.
Si les faces pentagrammiques sont considérées comme cinq faces triangulaires, il partage la même surface topologique que le pentakidodécaèdre, mais avec des faces triangulaires isocèles plus grandes.

## Comme une stellation
Il peut aussi être construit comme la première des trois stellations du dodécaèdre régulier, et référencé comme le modèle de Wenninger [W20] (en).